# Automobiles FIF
Automobiles FIF war ein belgischer Hersteller von Automobilen aus Etterbeek. Der Markenname lautete FIF.

## Unternehmensgeschichte
1907 gründete der Luxemburger Félix Hecq das Unternehmen. 1909 entstand das erste Auto. 1914 endete die Produktion.

## Fahrzeuge
1909 wurde das erste Modell vorgestellt, der 10/12 CV mit einem Vierzylindermotor und 1593 cm³ Hubraum. 1911 kamen die Modelle 12/14 CV mit 2121 cm³ Hubraum, 15/18 CV mit 2651 cm³ Hubraum und 18 HP mit 2951 cm³ Hubraum heraus. 1912 kam das kleine Modell 8-10 HP dazu, dessen Motor mit 1460 cm³ Hubraum vermutlich von Fondu kam. 1913 bestand das Angebot aus 7/12 HP und 8/16 HP.